# Antibes
Antibes (IPA: [ɑ̃tib] kiejtéseⓘ, okcitánul: Antíbol) város Dél-Franciaországban, a Francia Riviérán. Az Antibes és Juan-les-Pins alkotta város népességét 80 ezerre becsülik holtszezonban és 175 ezerre a nyári időszakban. Az Antibes-Juan-les-Pins agglomeráció a megye második legnagyobb városa Nizza után. Antibes körülbelül 2400 éves, területén gyakorlatilag két külön város fejlődött ki, az óváros (Vieille Ville) és az azt körbevevő új város.

## Távolsága néhány más francia várostól
(Legrövidebb út a ViaMichelin alapján)
Cannes 12 km, Nizza 20 km, Monaco 40 km, Marseille 175 km, Lyon 420 km, Párizs 880 km

## Időjárás
Antibes a Földközi-tenger mediterrán régiójában található, enyhe téli időjárás, és forró nyár jellemzi.
Az enyhe tél ellenére, 2008. november 25-én reggelre finom hótakaró borította a várost.

## Története

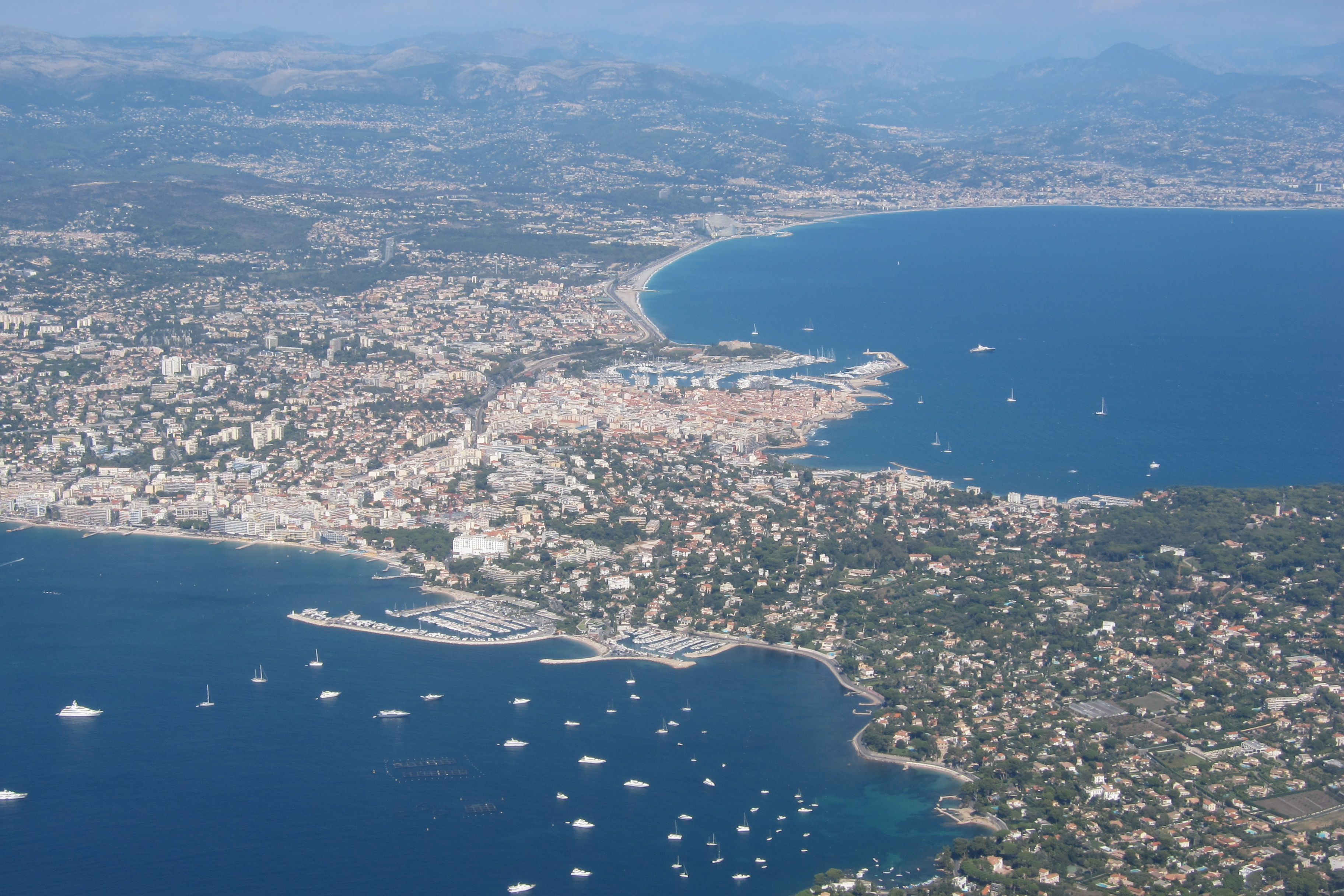

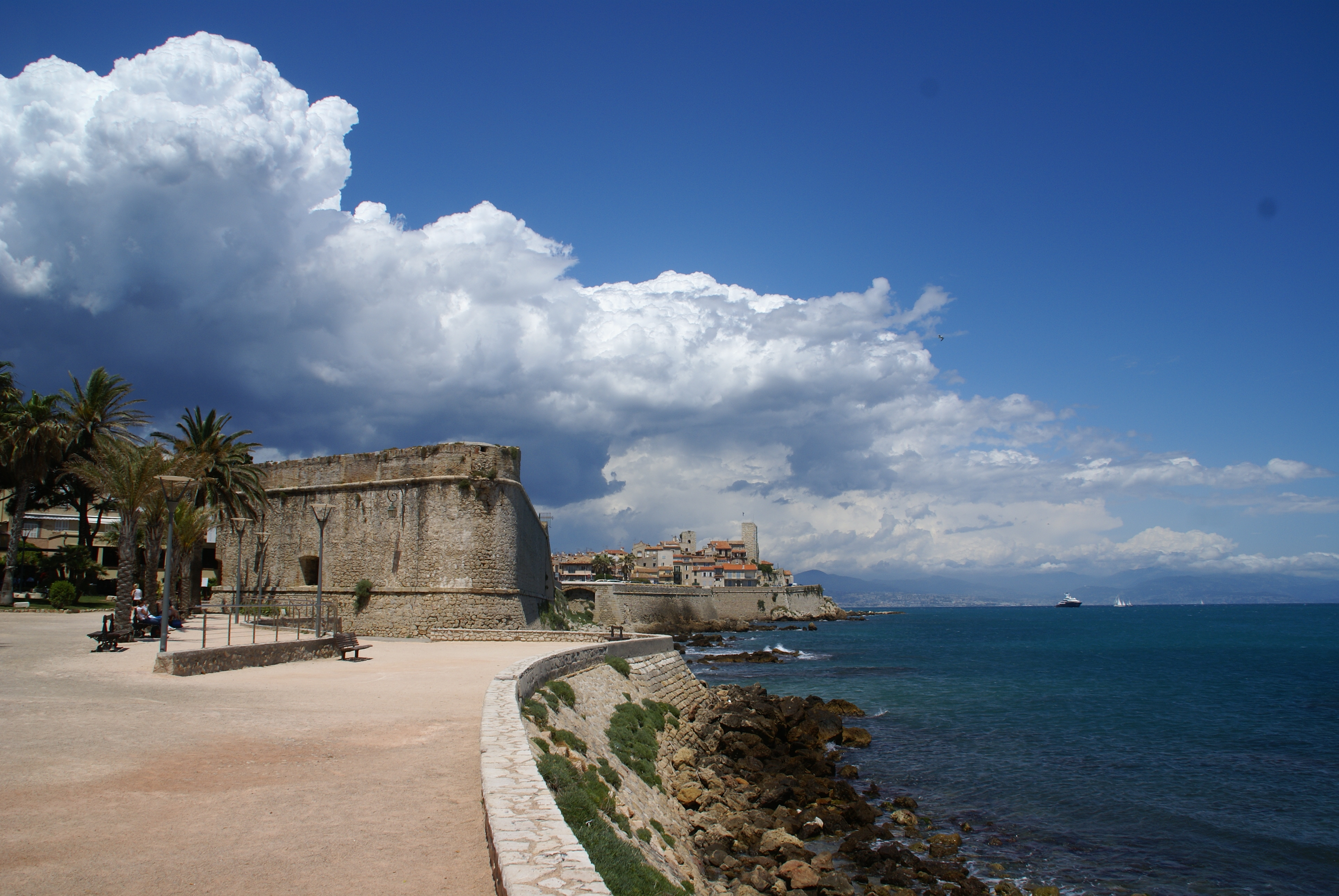

### Alapítása
Antibes-ot a Kr. e. V. vagy IV. században alapították marseille-i görög telepesek (a geográfus Victor Adolphe Malte-Brun szerint) és ők adták neki az Antipolis nevet (a város görög neve, jelentése: szemben lévő város), a város helyzetéből adódóan, mert Nizzával szemben helyezkedik el. Ennek ellentmond, hogy Antipolist Nikaia (Nizza) előtt alapították egy második századból származó irat szerint, s a város nevének jelentése a „Korzikával szembenlévő város”. Eszerint a görögök Korzikáról jöttek meghódítani a provence-i vidéket. A történészek viszont kétlik, hogy ez a verzió racionálisabb az elsőnél, sőt az újabb kutatások világosan bizonyítják az első hipotézis valószerűségét.

### Antibes a római korban
Marseille bevétele utána Antibes, csakúgy mint Nizza a Római Birodalom része lett. i. e. 43-ban Lepidus vagy Augustus szabad római városnak nyilvánították és a narbonne-i régióhoz csatolták. Lepidus nevében bronz pénzt verettek, amelynek egyik oldalán Athéné feje, a másikon pedig a LEPI és az ANTI szavak szerepeltek (LEPI=Lepidus, ANTI=Antipolis).

### Középkor
Antibes a 4. századtól egészen 1244-ig érseki székhely volt, amikor is Grasse átvette ezt a tisztséget. A Szentlélek-székesegyház alatt lévő ásatások igazolták, hogy itt valamikor az 5. század környékén egy pálos kolostor volt. A Karolingok korában alakították át a templomot. Mai formáját végül a 16. században nyerte el.

## Kultúra és látnivalók
1964 és 1976 között nyaranta tartották a 'Rose d'Or' (Arany Rózsa) nemzetközi könnyűzenei fesztivált, a kor legismertebb francia művészeivel valamint meghívott világsztárokkal.

## Itt születtek, itt éltek
- Pablo Picasso 1946-ban huzamosabb ideig tartózkodott itt, és itt készült munkái közül mintegy harminc kompozíciót ajándékozott a helyi múzeumnak. A múzeumban ma mintegy 30 kompozíciója, azonkívül számos rajza és több mint 200, Vallaurisban készített Picasso-kerámiát, vázákat, kis szobrokat is láthatunk.

### Itt hunyt el
- 1975. július 5-én Bíró Sándor magyar történész
- 1997. szeptember 5-én Solti György magyar–brit zongoraművész, karmester
- 1985. június 12-én Andrássy Katinka, a „vörös grófnő” (hamvait Magyarországra szállították)

## Galéria

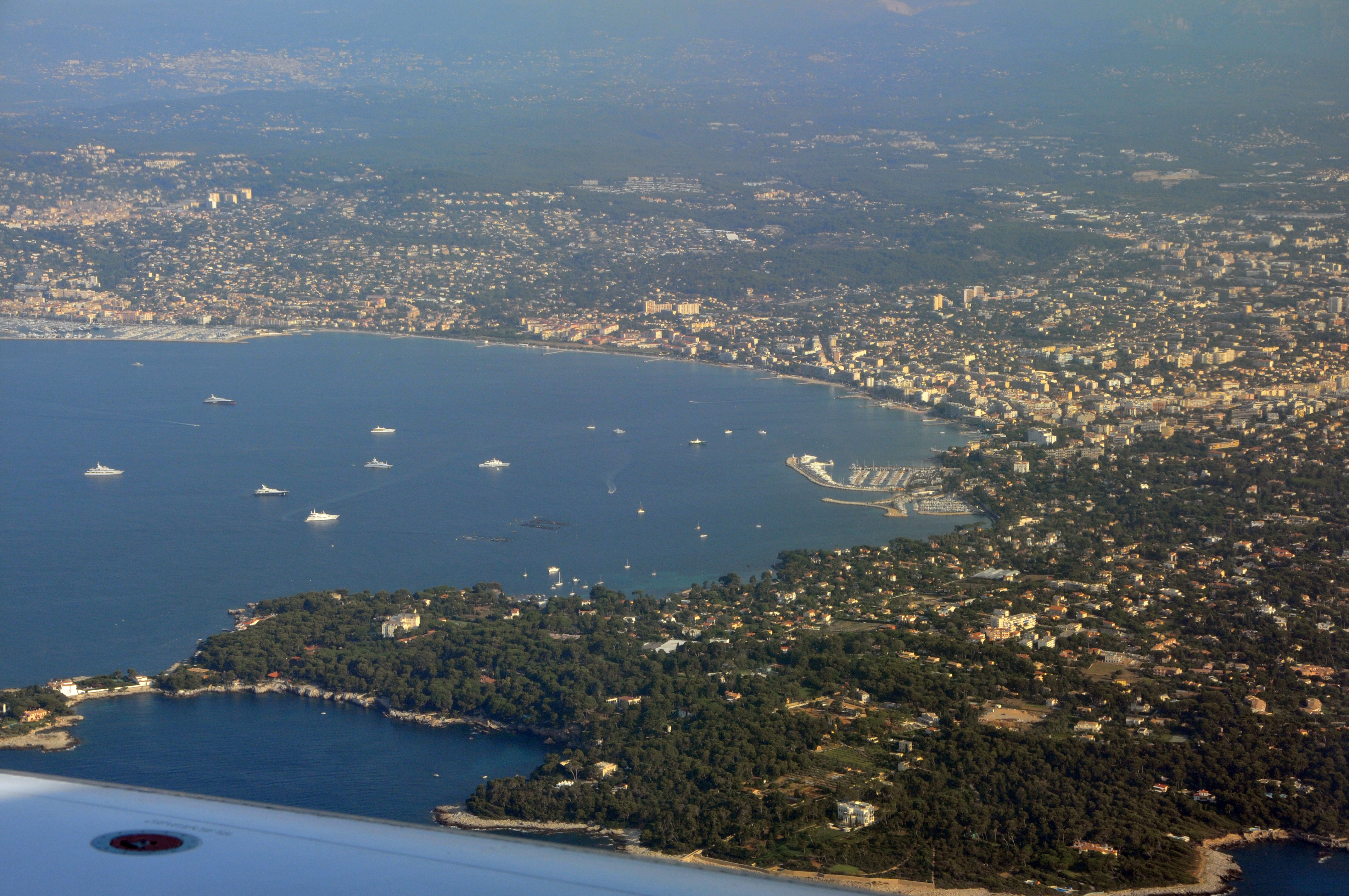
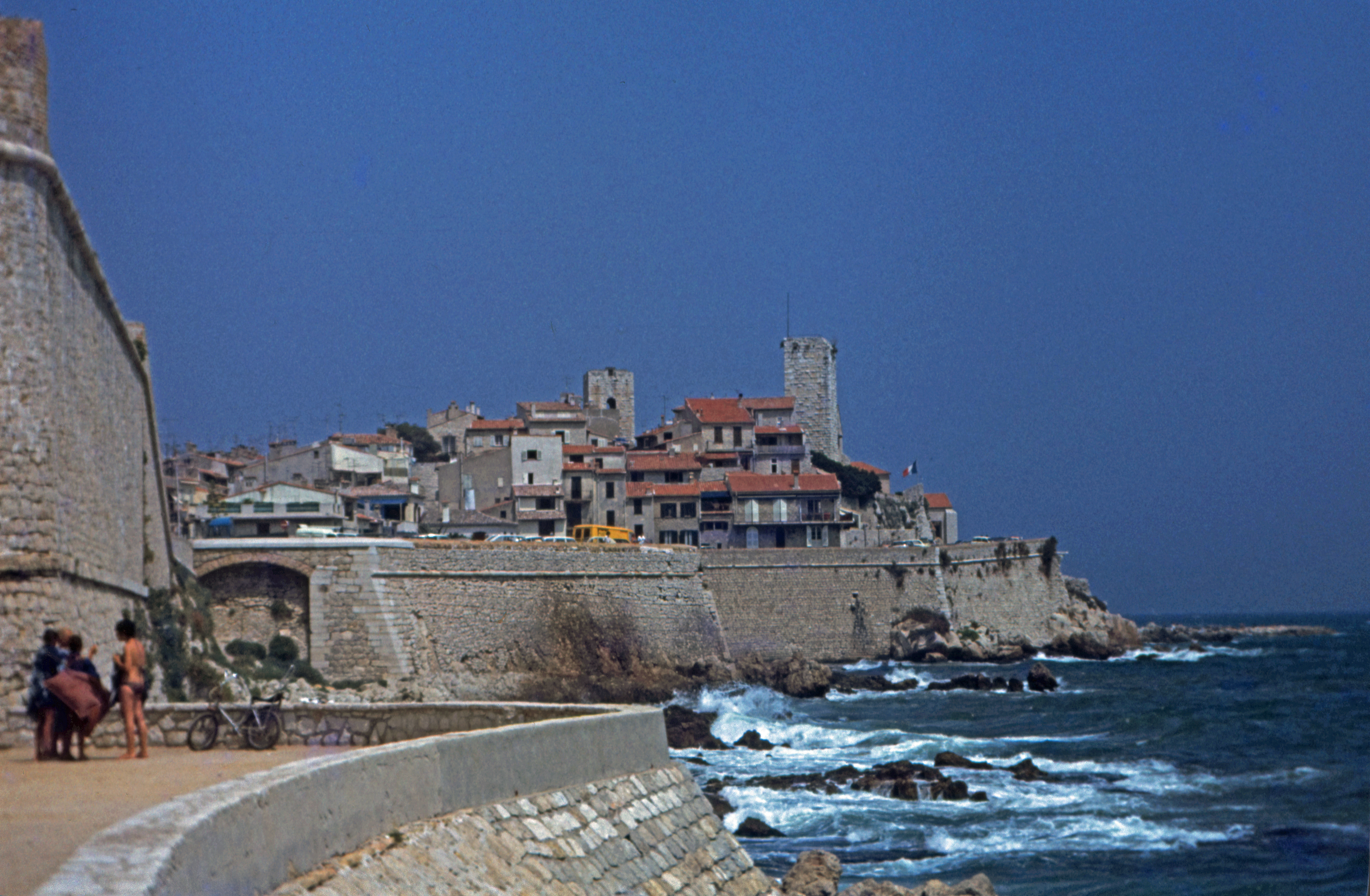
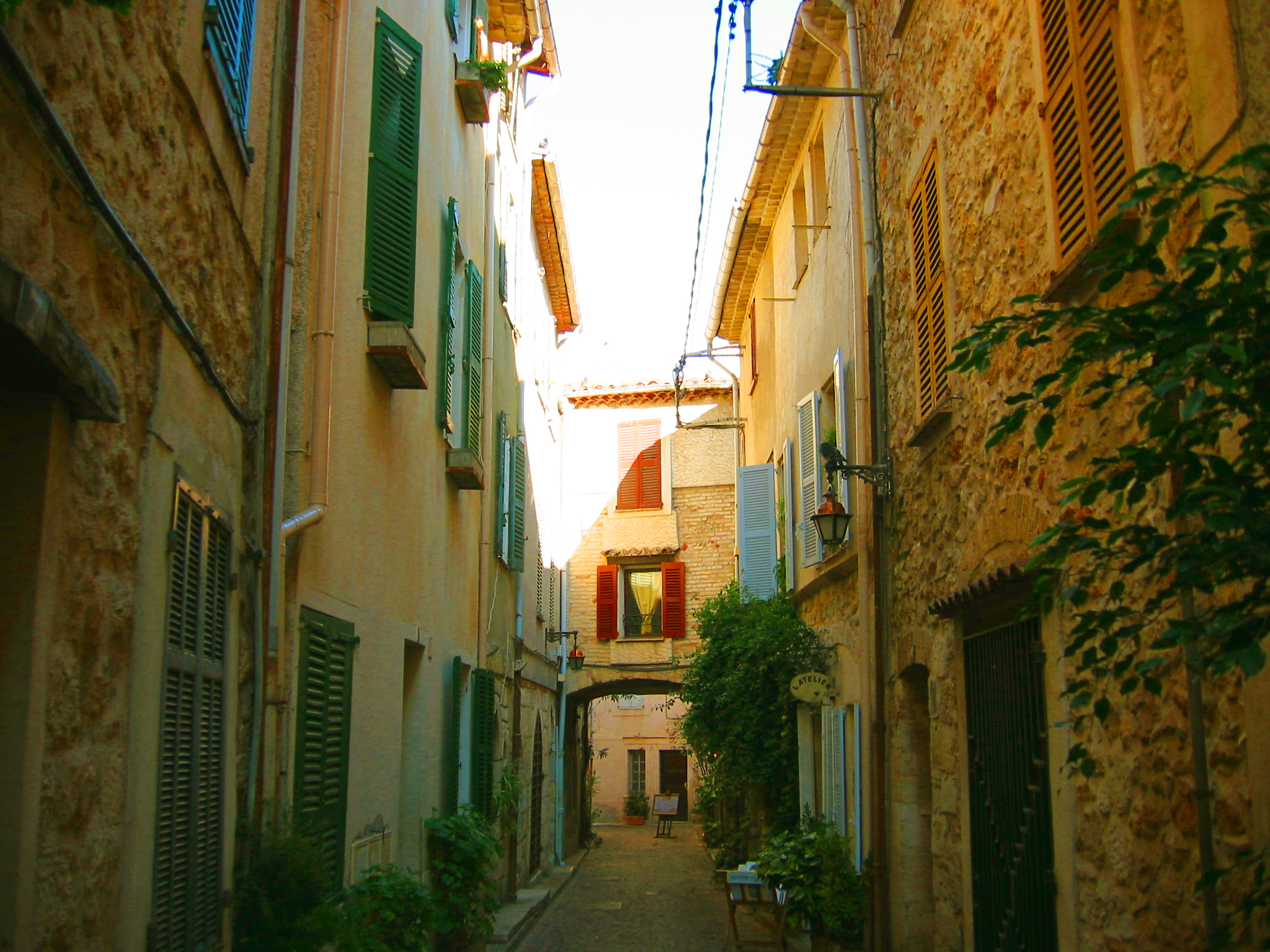
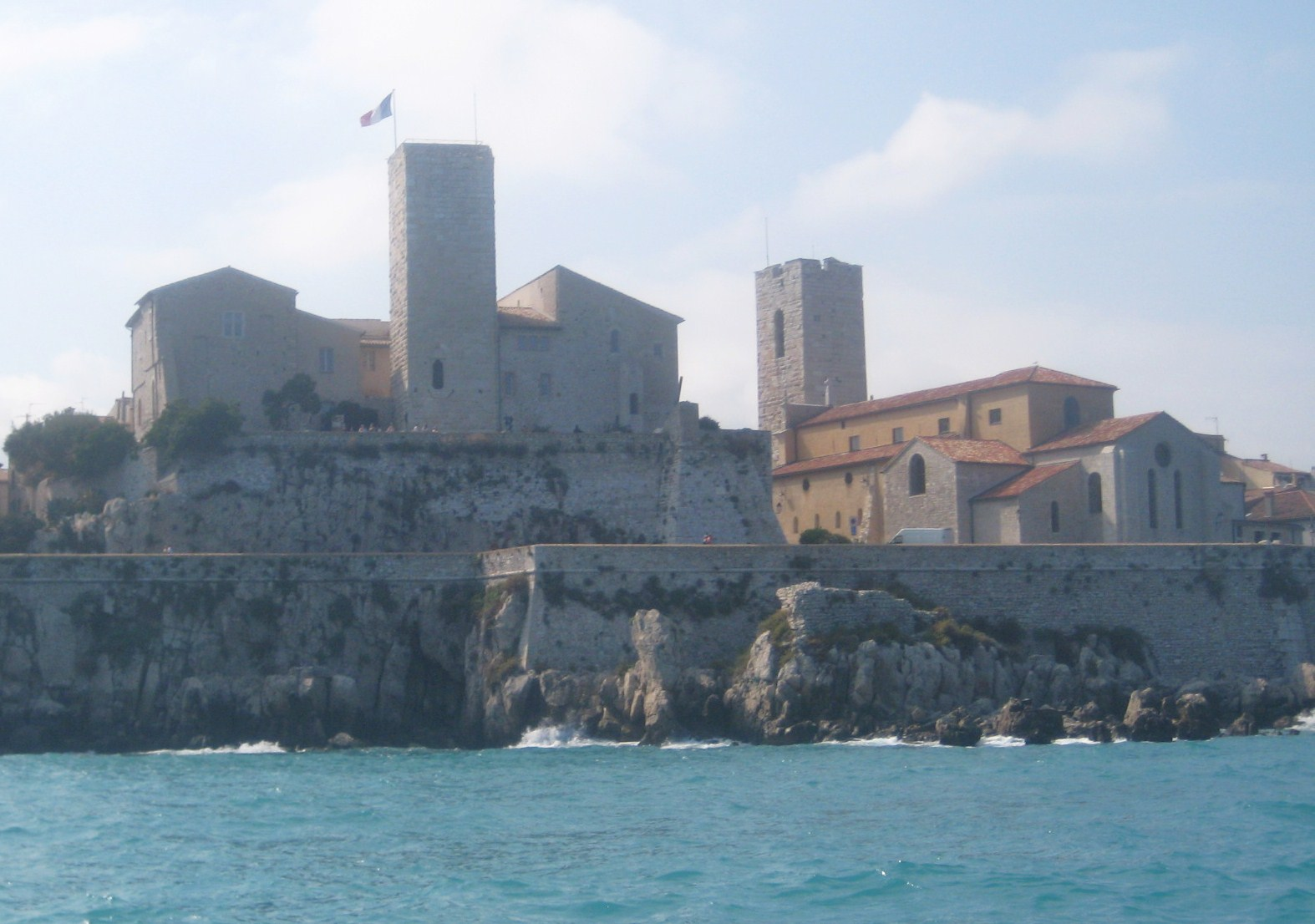
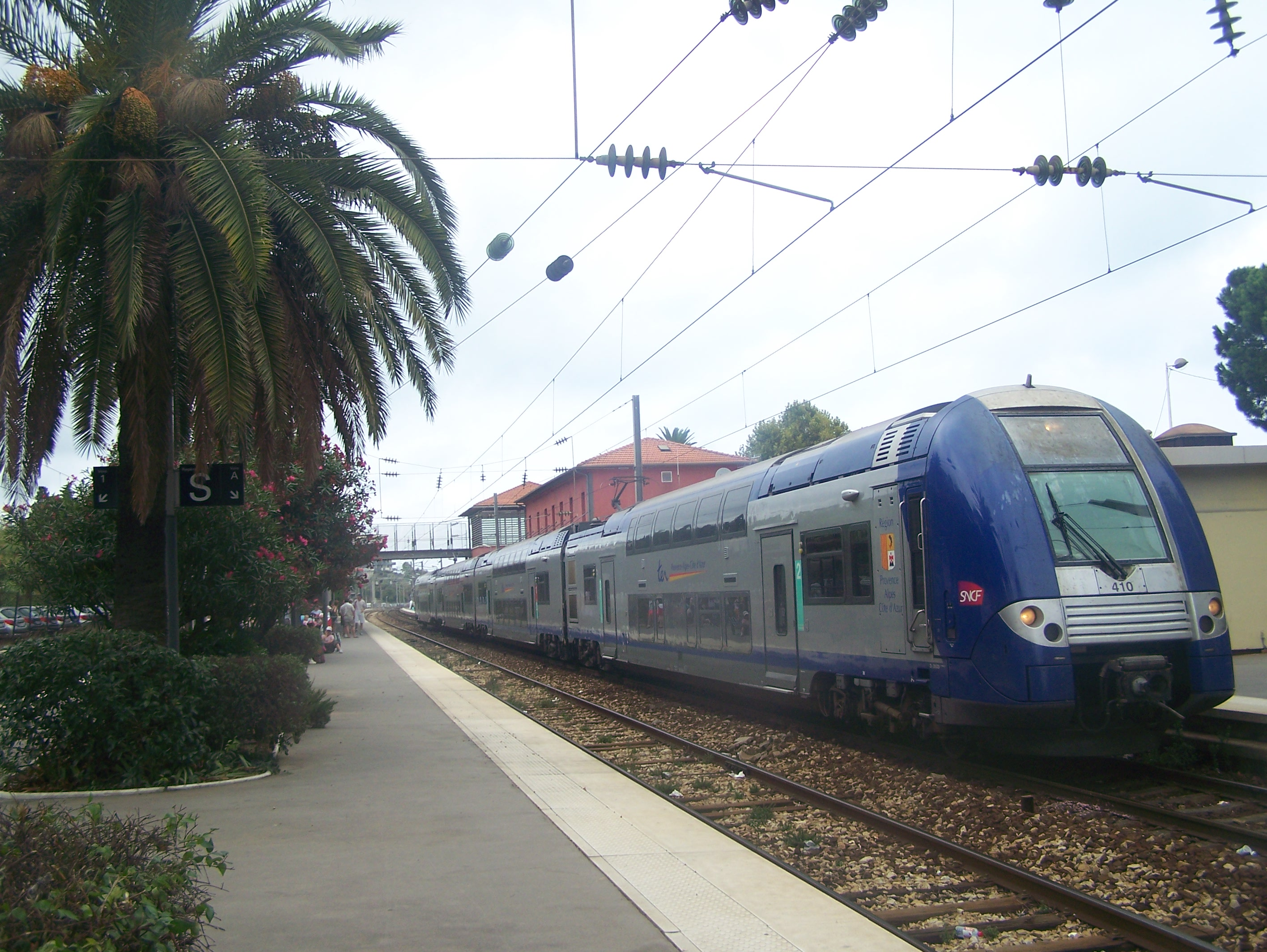
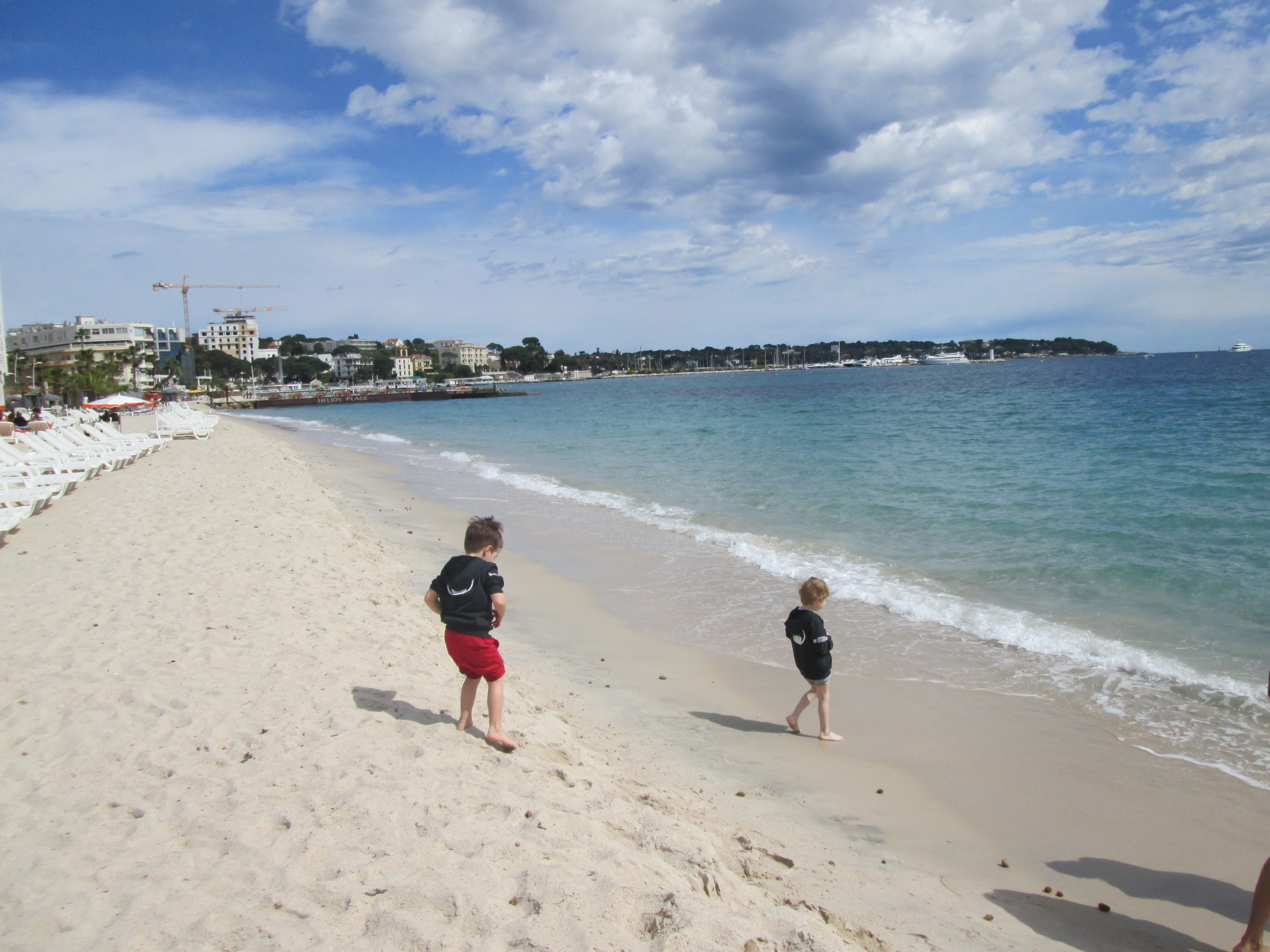
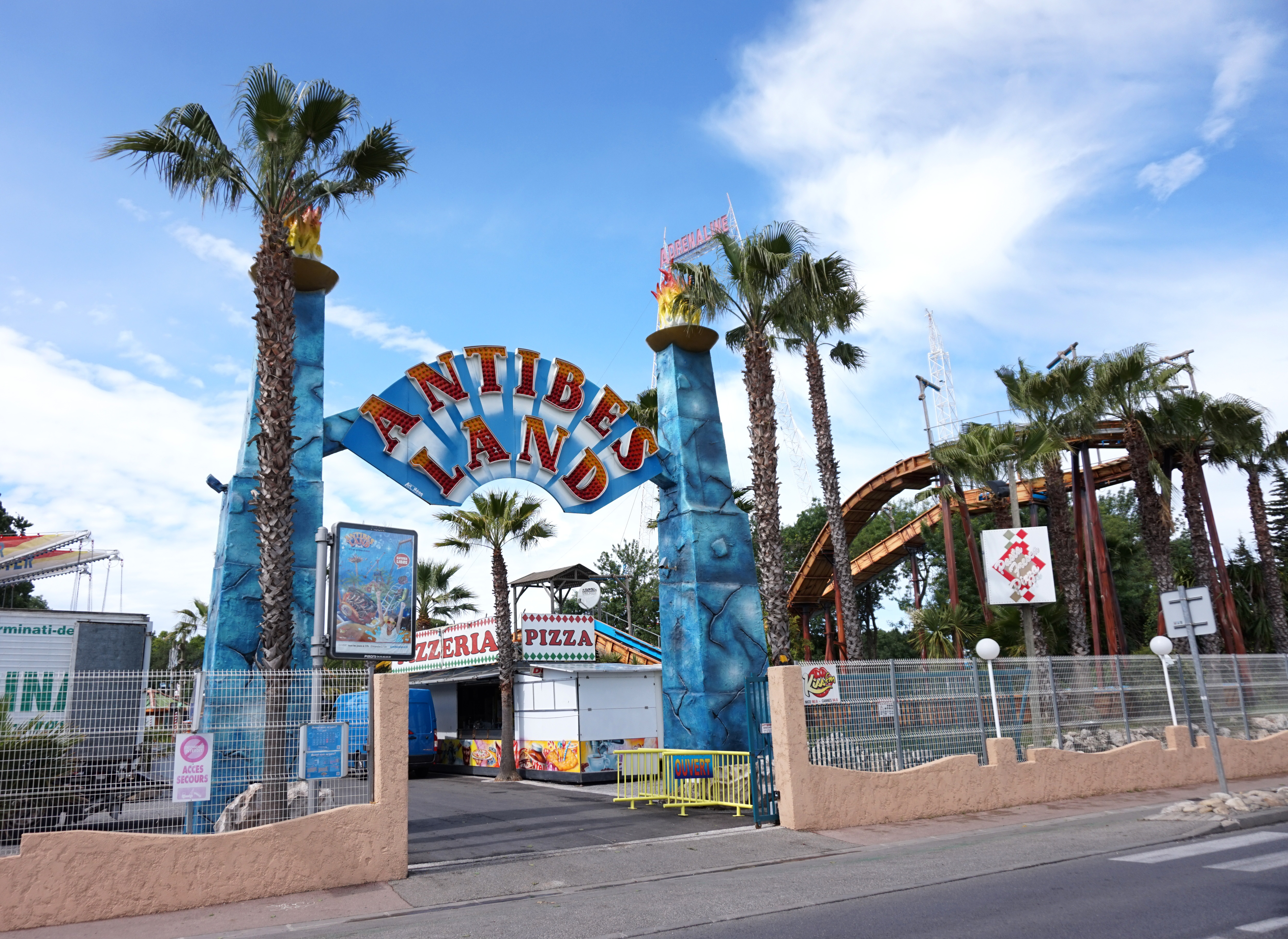
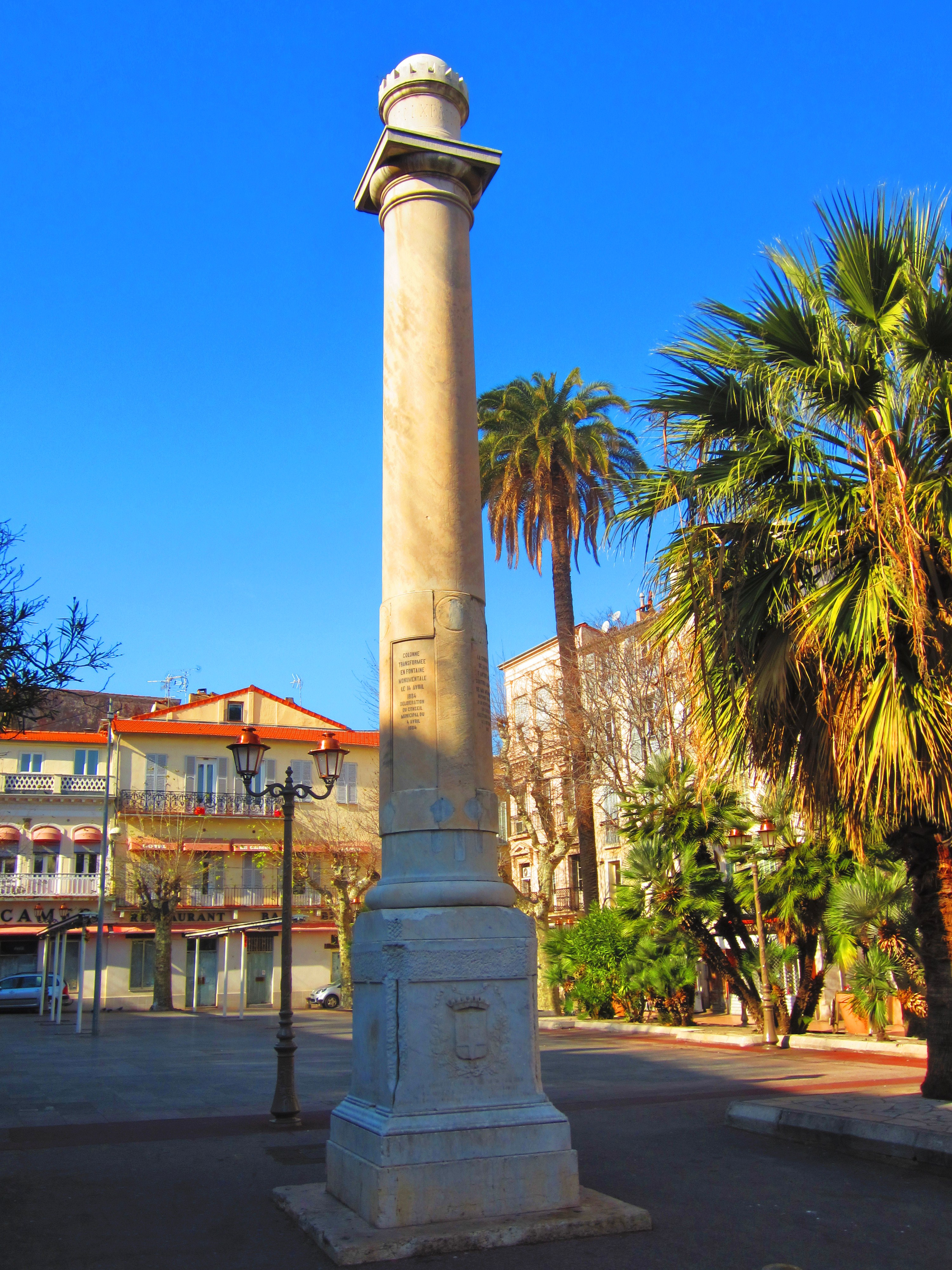

## Testvérvárosok
- Eilat, Izrael
- Aalborg
- Kinsale
- Newport Beach
- Schwäbisch Gmünd
- Desenzano del Garda
- Olympie